# João Batista das Neves
João Batista das Neves (Nossa Senhora da Conceição do Alto Paraguai Diamantino, 28 de junho de 1856 - Rio de Janeiro, 22 de novembro de 1910) foi um militar brasileiro envolvido na Revolta da Chibata.

## Biografia

### Primeiros anos
Joao Batista era filho de pai desconhecido e de Ludumilla Maria da Conceição. Sua mãe era filha de Gabriel José das Neves, o “Capa-gato”, comerciante que atuava no Pará, e ele filho de José Maria de Barros.

### Carreira na Marinha
Começou na Marinha, assim como todos os oficiais, como guarda-marinha, isso foi em 1874, depois foi promovido a segundo-tenente em 1876; primeiro-tenente em 1880; capitão-tenente em 1893, quando tomou parte na Revolta da Armada iniciada em 1893, na batalha final, de Anhatomirim (1894), quando comandando o navio Andrada, que fez parte da esquadra cuja nave mãe era o navio Gustavo Sampaio, que torpedeou o encouraçado Aquidabã, comandado pelo então capitão de fragata, Alexandrino de Alencar, futuro Almirante (1904) e ministro da marinha (1906).

### Participação na Revolta da Chibata
Em 21 de Novembro de 1910, capitão-de-mar-e-guerra desde 1904, Batista das Neves foi o comandante do Encouraçado Minas Geraes que ordenou que o marinheiro Marcelino Menezes recebesse a punição de 250 chibatadas por ter ferido um cabo que delatou Marcelino por ele ter trazido cachaça para dentro do navio, o que era proibido a marinheiros. Na época era permitido aos oficiais beberem bebida alcóolica a bordo; aos marinheiros, não. A punição pelo código disciplinar entretanto era limitada a 25 chibatadas, o que não foi respeitado pelo militar.
João Batista das Neves, estava no jantar oferecido a ele pela oficialidade do cruzador francês Douguay-Trouin, ancorado na baía da Guanabara na noite de 22 de novembro de 1910, quando resolve retornar, na companhia do então 2º tenente na Marinha, Armando Figueira Trompowsky de Almeida mais cedo ao Encouraçado Minas Gerais. Ali encontrou o navio revoltado e, num ato misto de fúria e missão militar, reagiu ferindo um marinheiro e sendo golpeado a machadinha pelos demais.
Na Revolta da Chibata, Batista das Neves ocasionou o estopim para a revolta dos marinheiros. João Cândido, o marinheiro que liderou a revolta, sofreu punições severas dos almirantes da Marinha, pelo fato dele não ter impedido a morte do comandante Batista das Neves, promovido "post mortem" a Almirante.